# 雷加尔布托
雷加尔布托（義大利語：Regalbuto），是意大利恩纳省的一个市镇。总面积169平方公里，人口7592人，人口密度44.9人/平方公里（2009年）。ISTAT代码为086016。